# Градусо-день
Гра́дусо-день — условная единица измерения превышения среднесуточной температуры над заданным минимумом («базовой температурой»). Вычисляется как сумма отклонений среднесуточной температуры от базовой за заданный промежуток времени.
Размерность — °C·сут.

## Пример
Если задана базовая температура 10 °C и на протяжении 30 дней стояла средняя суточная температура ровно 20 °C, то превышение за эти дни составит 30 сут × (20 °C − 10 °C) = 300 градусо-дней.

## Применение
- В коммунальном хозяйстве при оценке количества тепла, необходимого для обогрева зданий.
- В сельском хозяйстве для оценки возможности вызревания тех или иных растений.
  - Например, выращивание винограда на изюм требует 3000 градусо-дней в год при минимуме 10 °C[1].
- В ихтиологии при определении хода эмбриогенеза.